# Marino (abate)
Marino (... – Cava de' Tirreni, 15 dicembre 1170) è ricordato come 7º abate della Badia di Cava ed è venerato come beato dalla Chiesa cattolica.

## Biografia
Marino, un mese circa dopo la morte dell'abate Falcone, l'8 luglio 1146, fu eletto abate dell'abbazia di Cava. In precedenza, nell'ambito dell’ordo cavensis aveva ricoperto l'incarico di vestiario e di custode dei documenti comprovanti i diritti acquisiti dal monastero nel corso degli anni. Nel 1143, grazie all'opera del vestiario Marino che aveva esibito la documentazione necessaria in suo possesso, il monastero cavense si vide riconosciuto dal vescovo Bartolomeo di Nola, la proprietà di due chiese, SS. Giorgio e Leonzio nel territorio nolano e quella della SS. Trinità presso Cicala. 
Marino dopo la sua elezione ad abate, secondo la consuetudine dell’ordo cavensis, si recò a Roma, per ottenere la benedizione papale da Eugenio III cistercense già discepolo di Bernardo di Chiaravalle. Il papa accolse benevolmente l'abate Marino a cui affidò il monastero di San Lorenzo in Panisperna che aderì all’ordo cavensis. Successivamente, papa Eugenio III con bolla del 6 maggio 1149, confermava tutti privilegi concessi di cui godeva il monastero cavense con la elencazione di tutte le chiese e monasteri dipendenti che all'epoca erano in numero di 103.
Nel 1150 il re Ruggero II di Sicilia affidò al monastero cavense le spoglie mortali della sua seconda moglie Sibilla di Borgogna che era morta a Salerno.
Nel 1154 Marino si recò alla corte di Palermo, chiamato dal re Guglielmo I di Sicilia (detto il Malo) che gli consegnò una bolla con la quale prendeva sotto la protezione regale il monastero che esentava da tasse gabelle, pedaggi, dogane, servizi militari, ed ogni altra prestazione di ogni genere in tutto il territorio del regno; il monastero fu elevato a camera e tribunale reale con la facoltà di creare giudici e pubblici notai. Guglielmo I era interessato ad assicurarsi l'opera di mediatore dell'abate Marino.
Succeduto da poco al padre Ruggero II di Sicilia, il re Guglielmo I era minacciato dall'imperatore Barbarossa e dall' Impero bizantino appoggiato da papa Adriano IV. 
Nel 1156, Marino fece parte della delegazione che il 18 giugno concluse con il cardinale Rolando Bandinelli il Trattato di Benevento che ristabilì la pace tra il re Guglielmo I di Sicilia (detto il Malo) e papa Adriano IV.
Il cardinale Rolando Bandinelli, divenuto papa Alessandro III, si ricorderà di Marino e gli conferì nel 1168 l'uso delle insegne pontificali per sé e i suoi successori.
Durante il suo governo durato oltre 24 anni, l'abate Marino grazie alla stima di cui godeva ottenne dai signori feudali molti beni e chiese le cui donazioni venivano puntualmente confermate dai vescovi competenti che ne avevano la giurisdizione. Altre chiese ed altri monasteri entrarono così a far parte dell’ordo cavensis.
Marino morì il 15 dicembre 1170; il suo corpo fu sepolto nella basilica dell'abbazia di Cava nei pressi dell'attuale altare del SS. Sacramento. La tomba fu ornata con lastre musive.

## Culto
Esumato nel 1641 e nel 1675, successivamente nel 1758 le reliquie furono composte in un'urna e trasferite nella cappella dei SS. Padri. Ora le sante reliquie, dopo il riconoscimento del culto ab immemorabili del 1928 riposano sotto l'altare della Madonna.
Il culto del beato Marino fu confermato il 16 maggio 1928, dal papa Pio XI, unitamente a quello degli altri sette beati, abati dell'abbazia della SS. Trinità.